# Soga no Iname
Soga no Iname (蘇我 稲目?  ca. 506- 22 de marzo de 570) fue el líder del clan Soga y un estadista durante el reinado del Emperador Kinmei, en el período Asuka. Fue la primera persona en ostentar el título de  Ōomi. Fue hijo de Soga no Koma, padre de Soga no Umako y abuelo de la Emperatriz Suiko.
Solidificó su poder al casar a dos de sus hijas, Soga no Kitashihime y Soga no Oanegimi, con el Emperador Kinmei. Fue abuelo, entre otros, de tres importantes gobernantes de Japón: el Emperador Yomei, el Emperador Sushun y la Emperatriz Suiko, así como de varios príncipes y princesas.
También fue conocido por su gran apoyo al budismo, por la cual cosa fue llevado al tribunal Yamato de Paekche en el año 552. Sus opositores, que rechazaban esta nueva religión, fueron Mononobe no Okoshi y Nakatomi no Kamako. La rivalidad entre el clan Soga y los clanes Mononobe y Nakatomi desencadenarían diversas luchas entre las generaciones futuras.
En 2014, los arqueólogos han descubierto los restos de una importante tumba, de forma piramidal y dimensiones 41 × 42 m, con altura máxima 7 m, en Asuka, y han formulada la hipótesis de que pudiera tratarse de la tumba de Soga no Iname.